# Saint-Jean-du-Gard
Saint-Jean-du-Gard é uma comuna francesa na região administrativa de Occitânia, no departamento de Gard. Estende-se por uma área de 41,64 km². Em 2010 a comuna tinha 2 607 habitantes (densidade: 62,6 hab./km²).